# Roy (Utah)
Roy es una ciudad ubicada en el condado de Weber en el estado estadounidense de Utah. En el año 2000 tenía una población de 32 885 habitantes, ubicada a orillas de la Interestatal 15 y dentro de los límites metropolitanos de las ciudades de Ogden/Clearfield.  No es lo mismo de Jazz Joy and Roy Global Radio y Roy Gray. 

## Geografía
Roy se encuentra ubicado en las coordenadas 41°10′14″N 112°2′55″O / 41.17056, -112.04861. Según la Oficina del Censo, la localidad tiene un área total de 19,7 km² (7,6 mi²), de la cual toda es tierra.

## Demografía
Según la Oficina del Censo en 2000, había 32 885 personas residentes en el lugar, 90.76 % de los cuales eran personas de raza blanca. Los ingresos medios por hogar en la localidad eran de $49 661, y los ingresos medios por familia eran $53 763. Los hombres tenían unos ingresos medios de $37 286 frente a los $23 793 para las mujeres. La renta per cápita para la localidad era de $17 794. Alrededor del 5.5 % de la población de Roy estaba por debajo del umbral de pobreza.